# HD 166006
HD 166006，又名CD-4712098，SAO 228774、HR 6778，是一颗恒星，视星等为6.07，位于銀經346.05，銀緯-13.35，其B1900.0坐标为赤經18h 3m 31.1s，赤緯-47° -13.35′ 48″。